# Австрия на «Евровидении-1959»
Австрия принимала участие в Евровидении 1959, проходившем в Каннах, Франция. На конкурсе её представлял Ферри Граф с песней «Der K und K Kalypso aus Wien», выступавший под номером 9. В этом году страна заняла лишь девятое место, получив 4 балла. Комментатором конкурса от Австрии в этом году был Карл Брак, глашатаем — Питер Александр.

## Страны, отдавшие баллы Австрии
Каждая страна имела жюри в количестве 10 человек, каждый человек мог отдать очко понравившейся песне.
| Отдали Австрии… | Отдали Австрии…  |
| 2 балла         | 1 балл           |
| --------------- | ---------------- |
| Швеция          | Швейцария Монако |

## Страны, получившие баллы от Австрии
| 3 балла | Нидерланды               |
| 2 балла | Дания Великобритания     |
| 1 балл  | Франция Монако Швейцария |